# 2Б25 «Гал»
2Б25 «Гал» (рос. 2Б25 «Галл») — російський безшумний міномет калібру 82 мм, що перебуває на озброєнні спеціальних підрозділів ЗС РФ станом на 2022. Розроблений ЦНДІ «Буревісник» (Уралвагонзавод) та був представлений у 2011 році на виставці «MILEX-2011» у Москві.

## Опис
Створений для знищення живої сили та вогневих засобів противника як на відкритих місцевостях, так і у польових фортифікаціях. Використовує осколково-фугасну міну, конструкція якої забезпечує умовно безшумну та безполуменеву стрільбу.

### Технічні характеристики
- Швидкострільність ― 15 постр./хв.
- Дальність стрільби ― 85…1200 м
- Наведення у горизонтальній площині ― від -4° до +4°[4]
- Вага — до 13 кг
- Розрахунок — 2 особи

### Недоліки
Необхідність випуску спеціальних мін для цього міномета. Невелика дальність пострілу — 1200 м. Тяжкість міни (даних немає, але калібр 82-мм), а, отже, невеликий запас боєкомплекту.

## Використання
За даними російських ЗМІ (РИА Новости та ін.), міномет застосовувався спецназом ЗС РФ під час російсько-української війни.